# Corey Burton
Corey Burton, född Corey Gregg Weinberg 3 augusti 1955, är en amerikansk röstskådespelare som bland annat har gjort rösterna till Brainiac från Dc comics, Greve Dooku, Ziro the Hutt och Cad Bane i Star Wars: The Clone Wars. Han har även gjort många röster i många Disney-filmer, Disney-TV-serier och även i Disney-TV-spel, där han bland annat tog över den bortgångne skådespelaren Tony Jays röstroller.
Burton har uppgett att han har Aspergers syndrom och att han till en början var osäker på om han verkligen ville hålla på med röstskådespeleri som yrke.

## Källhänvisningar
1. ↑  Discogs, Discogs artist-ID: 1209211, läst: 9 oktober 2017.[källa från Wikidata]
2. ↑  CineMagia, Cinemagia person-ID: 2635, läst: 4 april 2022.[källa från Wikidata]
3. ↑  ”Corey Burton - Voices of the Disney Parks #D23Expo 2017”. MouseInfo.com (publicerad på YouTube). 18 juli 2017. http://www.youtube.com/watch?v=SuJOsqtDxVE. Läst 26 april 2019.